# Dendromus melanotis
Dendromus melanotis és una espècie de mamífer rosegador de la família dels nesòmids. Viu a Angola, Benín, Botswana, la República Democràtica del Congo, Etiòpia, Guinea, Libèria, Malawi, Moçambic, Namíbia, Nigèria, Ruanda, Sud-àfrica, Eswatini, Tanzània, Uganda, Zàmbia i Zimbàbue. Els seus hàbitats naturals són els herbassars i les sabanes. És una espècie en risc mínim, és a dir, no sembla que hi hagi cap amenaça significativa per a la seva supervivència. El seu nom específic, melanotis, significa ‘orella negra’ en llatí.